# V603 Aquilae
La V603 o Nova Aquilae 1918 es el nombre que los astrónomos le dieron a la nova aparecida en la constelación de Aquila en el año 1918. Su descubrimiento fue confirmado por la astrónoma Alice Grace Cook la noche del 8 de junio de 1918. Esta alcanzó un brillo de magnitud −1.4, siendo la nova más brillante de los tiempos modernos.

## Coordenadas
- Ascensión recta: 18h 48m 54.6s
- Declinación: +00° 35’ 03"

- Datos: Q1898229